# Bitange i princeze
Bitange i princeze je hrvatska humoristična televizijska serija redatelja Gorana Kulenovića rađena po uzora na poznatu američku seriju Prijatelji. Serija sa 5 sezona i sveukupno 108 epizoda prikazivala se na Prvom programu HRT-a od 15. travnja 2005. do 8. ožujka 2010.

## Radnja
Serija se osvrće na život pet glavnih likova: 
Robert "Robi" Kumerle, nabrijani dečko iz Dubrave je u stalnom sukobu s Irenom. On pronalazi stan za sebe, ali mu je preskup, pa pušta sebi Kazu i Tea, ne bi li podijelio troškove stanovanja. U prvoj sezoni počinje raditi na lokalnoj televiziji, Star TV. Obožava nogomet, žene i seks, a misli da je najpametniji, najjači i najhrabriji. Ponaša se kao dječak u pubertetu i konstantno svima izlaže svoje nenormalne planove za brzu zaradu, zavođenje žena ili rješavanje dilema s ostalima.
Irena Grobnik, ne previše bistra, ali vrlo snalažljiva i probojna bivša manekenka koja je odlučila voditi smisleniji život. Ona u stan sebi pušta Luciju, koja joj postaje najbolja prijateljica. I ona se zapošljava na Star TV-u, a druge poslove uglavnom dobiva zahvaljujući svom izgledu. Često nepravilno izgovara stručne izraze. Robi i Irena su glavni pokretači većine nesporazuma i razmirica u seriji.
Dvojica potpuno različitih najboljih prijatelja, Kazimir i Teo:
Kazimir "Kazo" Hrastek je pomalo zbunjeni tip koji zna sve o filmovima, stripovima i sličnom, ali se ne snalazi najbolje u društvu. Milijun puta je pogledao film Casablanca i poznat je po uzrečici budimo realni. Iako je vrlo inteligentan, njegov nedostatak samopouzdanja ga koči u životu. Često je meta Robijevog zadirkivanja ili žrtva Robijevih i Ireninih ideja.
Kazimirov prijatelj iz djetinjstva, Teodor "Teo" Friščić, prava mu je suprotnost. On je visok, naočit, snalažljiv i uspješan mladi odvjetnik kojemu je uvijek u životu sve išlo od ruke i koji je Kazu uvijek čuvao kao mlađega brata. Međutim, već na početku prve epizode njegova se sreća mijenja. Nakon nekoliko godina braka, žena Barbara ga je izbacila iz stana. Iako je uglavnom ozbiljan i pokušava na situaciju gledati "pravno", ima običaj histerizirati ili se ponašati čudno kada je pod stresom. U četvrtoj sezoni se zapošljava u tajnoj agenciji i dobiva sina Beru s Adrijanom.
Lucija "Luce" Toč je povučena, ali simpatična Irenina slučajna cimerica koja s Kazom počinje raditi u videoteci. Vegetarijanka je i voli životinje te čvrsto vjeruje u horoskop, magiju i sudbinu.
Važniji među sporednim likovima su:
Gazda, čovjek iz Sinja poznat samo pod ovim pseudonimom, koji je neprestano u potrazi za načinom da brzo i lako zaradi. Tijekom prve dvije sezone on je vlasnik videoteke, a kasnije otvara marketinšku agenciju. Vrlo je lukav i vješt u manipulaciji, ali ga često prati loša sreća. Poznat je po tome što se koristi velikim brojem osobnih veza da bi uspio u svojim poslovima.
Armando Vukušić je homoseksualac i konobar u pubu "Bitange i princeze". Tijekom cijele serije pokušava se približiti Robiju koji ga uvijek tjera od sebe riječima "dva metra od mene!" Ima prijateljski odnos s ostalim likovima i često im pomaže u njihovim problemima.
Saša ("Erotman" u odjavnoj špici) je seksualno opsjednut, prenaglašenog libida, poznat po čestim referencama na porno filmove. No, tijekom serije postaje bogati i nagrađeni porno filmski producent.
Jadranka Ćurko, koja se predstavlja kao "Adrijana", je Gazdino kumče iz Njemačke. Tijekom serije otkriva se da je trudna s Teom, ali i da je teroristkinja. Teo kasnije preuzima skrb nad novorođenim sinom Berom budući da je Adrijana u zatvoru.

## Pregled serije
| Sezona | Sezona | Epizode       | Epizode       | Originalno emitiranje | Originalno emitiranje |
| Sezona | Sezona | Epizode       | Epizode       | Premijera             | Finale                |
| ------ | ------ | ------------- | ------------- | --------------------- | --------------------- |
|        | 1.     | 13            | 13            | 15. travnja 2005.     | 8. srpnja 2005.       |
|        | 2.     | 26            | 26            | 21. listopada 2005.   | 5. svibnja 2006.      |
|        | 3.     | 20 + specijal | 20 + specijal | 4. veljače 2007.      | 29. lipnja 2007.      |
|        | 4.     | 24            | 24            | 7. siječnja 2008.     | 6. lipnja 2008.       |
|        | 5.     | 24            | 24            | 14. rujna 2009.       | 8. ožujka 2010.       |

## Glumačka postava

### Glavna glumačka postava
| Glumac/glumica  | Lik                                       | Sezona u seriji |
| --------------- | ----------------------------------------- | --------------- |
| Rene Bitorajac  | Robert "Robi" Kumerle / Bađa              | 1-5             |
| Mila Elegović   | Irena Grobnik / Miladojka Potleuša        | 1-5             |
| Tarik Filipović | Teodor "Teo" Friščić                      | 1-5             |
| Hrvoje Kečkeš   | Kazimir "Kazo" Hrastek                    | 1-5             |
| Nataša Dangubić | Lucija "Luce" Toč                         | 1-5             |
| Mile Kekin      | Aleksandar Turina "Erotoman Saša-Sale D." | 1-5             |
| Predrag Vušović | Gazda / Predrag "Peđa" Stanisavljević     | 1-5             |
| Dražen Čuček    | Armando Vukušić / Đuro Krolo              | 1-5             |
| Mia Krajcar     | Adrijana (Jadranka) Ćurko                 | 3-5             |

### Sporedna glumačka postava
| Glumac/glumica              | Lik | Sezona u seriji |
| --------------------------- | --- | --------------- |
| Zvonimir Zoričić            | Šef televizijske kuće Star TV | 1-5             |
| Željko Duvnjak              | Inspicijent | 1-5             |
| Ksenija Marinković          | Unuka stanodavca | 1-2             |
| Nina Violić / Ivana Bolanča | Barbara Klarić | 1-2             |
| Marija Borić                | Šminkerica | 1-2             |
| Filip Šovagović             | Mate Taraba / Jurica Spindl / dr. Zambata / dr. Mirko Plazibat / Velimir Živago / Đuro Mikšić / Žarko Oremović (podvojene ličnosti) | 2-3             |
| Galiano Pahor               | Blaž Prizmić | 3               |
| Milan Pleština              | Dorijan pl. Drašković | 4               |
| Katarina Bistrović-Darvaš   | Ksenija | 4               |
| Dušan Bućan                 | Tajni agent 003 (Agent Javorko) | 4-5             |
| Ivo Rogulja                 | Glavni (šef tajne službe) | 4               |
| Robert Ugrina               | Bero (glas) | 4               |
| Branka Cvitković            | Glavna (šefica tajne službe) | 5               |

## Vanjske poveznice
- Službena stranica Interfilma
- Bitange i princeze u internetskoj bazi filmova IMDb-a